# Савицький Роман Януарійович
Рома́н Януарійович Сави́цький (23 листопада 1904, село Бачина, нині Старосамбірський район Львівська область — 11 вересня 1974, село Лисовичі Стрийський район Львівська область) — український самодіяльний композитор, педагог.

## Біографія
Роман Савицький народився 23 листопада 1904 року в селі Бачина на Львівщині. Його батько працював у броварні пана Созанського.
1921 року Роман Савицький закінчив школу у рідному селі. Потім навчався в українській академічній гімназії у Львові. Був одним із найкращих солістів гімназійного хору. 1924 року вступив на історичний факультет Львівського університету.

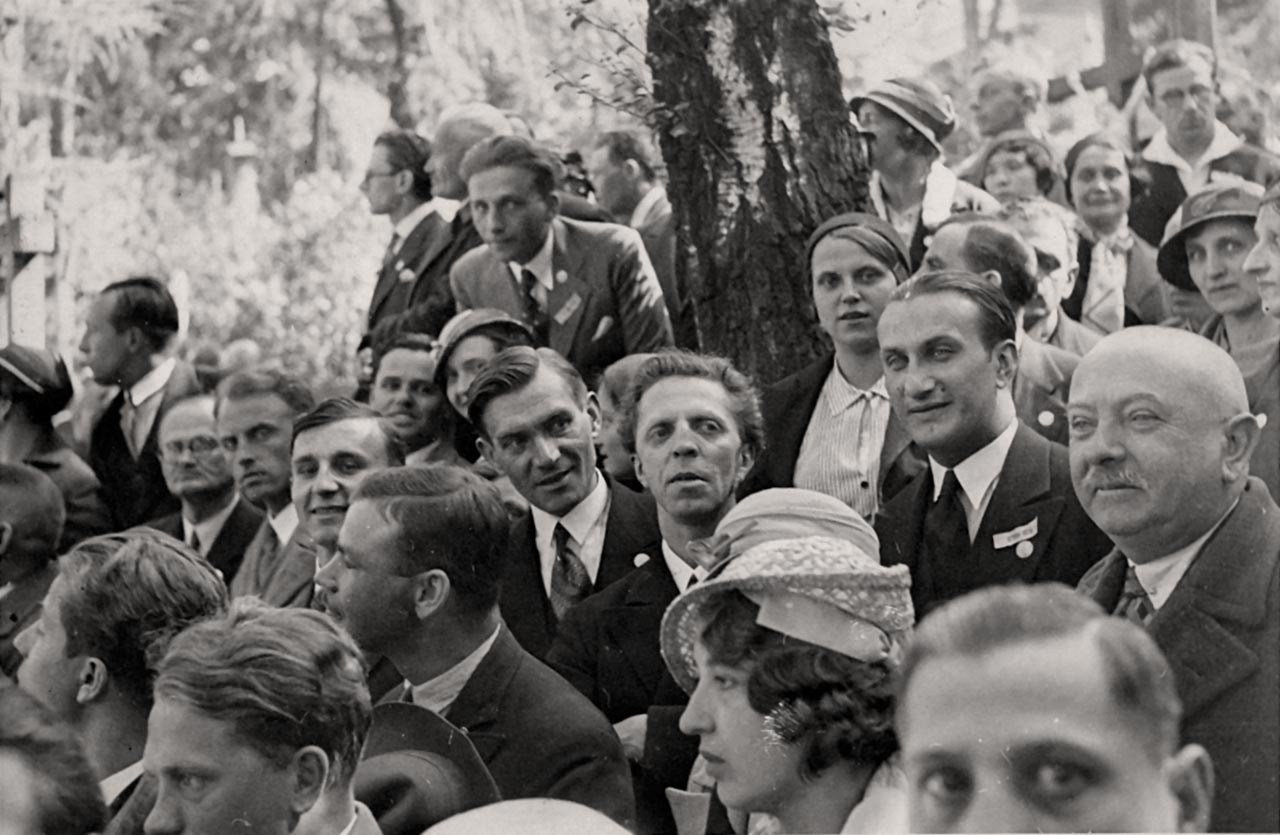
Василь Барвінський та Роман Савицький на відкритті надмогильного пам’ятника Іванові Франкові на Личаківському цвинтарі (1933 рік)

Закінчивши 1929 року навчання, Роман Савицький кілька років був без роботи. З великими труднощами йому вдалося влаштуватися на посаду вчителя історії приватної гімназії у Станіславі (нині Івано-Франківськ). У вересні 1939 року гімназія, де працював Савицький, перетворилася на середню школу, Романа Януарійовича призначили її директором.
У 1950—1960-х роках учителював переважно по селах, викладав історію, був завучем, директором шкіл у селах Семигинів, Любинці Стрийського району.
1973 року побачив світ збірник пісень Романа Савицького.
Автор пісень «Гуцулка Ксеня», «Лелеки», «Червоні маки», «Вівчарики», «Квітка з полонини», «Ваблять зорі в Чорногорі», «Задума», «Марічка» («Через гори вітровії…»), «Розлука», «Слава кобзареві», «Мавка», «Замріяний студент», «Гарна Олена», «Мрія», «Ох, люба мамо».